# Backronym
En backronym (engelskt teleskopord av back ’bakåt’ och acronym ’akronym’) är en efterhandskonstruerad akronym, det vill säga ett befintligt ord som omtolkas till en förkortning eller en bokstavskombination med en påhittad, ibland skämtsam, uttydelse.

## Exempel på backronymer

### Falsk etymologi
- Captcha – Completely Automated Public Turing-test to tell Computers and Humans Apart
- S.O.S – Save Our Souls, Save Our Ship, eller Send Out Succour
- S.P.O.C.K – Star Pilot on Channel K
- Spa - Salus per aqua
- TEAM – Together Each Achieves More
- BASIC - Beginner's All-purpose Symbolic Instruction Code
- CE - China Export, en internetmyt om kinesisk märkning snarlik CE-symbolen.
- MUCK - Militär Utryckning i Civila Kläder
- DFTBA - Dandelions Fly Through Blue Air

### Skämtsamma backronymer
- DBS - Dåren bakom styret/Döden bakom styret

### Reklam
Ett företag som har ett varumärke som består av en förkortning kan för sin marknadsförings skull komponera nya betydelser av förkortningen. Ett exempel är det tyska bil- och motorcykelmärket DKW. Denna förkortning stod från början för Dampf-Kraft-Wagen, ångkraftbil. Ungefär samtidigt som företaget utvecklade ångbilar, konstruerade det en tvåtaktsmotor i leksaksformat som kallades Des Knaben Wunsch. Försäljningsslogan 1921 för en hjälpmotor till cyklar var Das Kleine Wunder. Under 1927 och 1928 sålde företaget också kylskåp med slogan Das Kühl Wunder.